# خافيير أكينو
خافيير إغناسيو أكينو كارمونا الشهير باسم خافيير أكينو (بالإسبانية: Javier Ignacio Aquino Carmona) (ولد في 11 فبراير 1990 في أواخاكا) لاعب كرة قدم دولي مكسيكي يلعب حاليا لصالح نادي فياريال الإسباني في مركز الوسط الأيمن منذ 2013.

## مسيرته الكروية
لعب خافيير أكينو خلال مسيرته الاحترافية مع 5 أندية في ثلاثة عشر موسمًا وسجل خلالها 31 هدفًا ضمن 318 مباراة. حيث فاز في موسم واحد بالكأس وفي أربعة مواسم بالدوري.
خاض خافيير أكينو مسيرته مع Cruz Azul Hidalgo ‏ في موسم 2008–09 ولمدة موسمين، مشاركًا في 48 مباراة سجل خلالها 4 أهداف. ثم انتقل إلى نادي كروز آزول في موسم 2010–11 واستمر معه طيلة ثلاثة مواسم، حيث شارك في 69 مباراة سجل خلالها 7 أهداف. لينتقل بعدها إلى نادي فياريال في موسم 2012–13 ولمدة موسمين، مشاركًا في 44 مباراة سجل خلالها هدفًا واحدًا. ثم انتقل إلى نادي رايو فايكانو في موسم 2014–15 لمدة موسم واحد، مشاركًا في 24 مباراة ولم يسجل أي هدف. هذا وانتقل لاحقًا إلى نادي تايجرز أونال في موسم 2015–16 ليلعب معه خمسة مواسم، مشاركًا في 133 مباراة سجل خلالها 19 هدفًا.

## روابط خارجية
- خافيير أكينو على موقع الاتحاد الدولي (مؤرشف)  (الإنجليزية)
- خافيير أكينو على موقع الاتحاد الأوربي (الإنجليزية)
- خافيير أكينو على موقع قاعدة بيانات كرة القدم.إي يو (الإنجليزية)
- خافيير أكينو على موقع ناشيونال فوتبول تيمز (الإنجليزية)
- خافيير أكينو على موقع Soccerway.com (الإنجليزية)
- خافيير أكينو على موقع عالم كرة القدم.نت (الإنجليزية)
- خافيير أكينو على موقع اللجنة الأولمبية الدولية (الإنجليزية)
- خافيير أكينو على موقع أوليمبيديا (الإنجليزية)
- خافيير أكينو على موقع AS.com (الإسبانية)